# 志田達哉
志田達哉（1990年12月6日—），日本職業圍棋棋士，隸屬日本棋院中部總本部，是現今受到矚目的年輕棋手之一。曾經獲得阿含桐山杯亞軍，三星杯預選出線打入本戰等佳績，現為日本圍棋國家隊成員。

## 簡歷
志田達哉1990年出生於日本福井縣蘆原市，15歲時入段，隔年即獲得若鯉戰冠軍(非公式)。2013年打入第20屆阿含桐山杯決勝，獲得當年度的賞金排名10位。

## 職業生涯
- 2006：入段
- 2007：第二回若鯉戰冠軍(非公式)
- 2008：二段
- 2009：三段
- 2011：四段。若鯉戰亞軍，負於內田修平七段
- 2012：五段
- 2013：六段。阿含·桐山杯亞軍，負於村川大介七段。年度賞金排名第10位。
- 2014：七段。新人王戰亞軍，1：2負於一力遼七段。年度戰績33勝10敗。
- 2015：三星杯預選戰勝周睿羊、朴承華等強手，晉級本戰。若鯉戰亞軍。
- 2019：八段。首次打入本因坊循環圈。